# Елвін та бурундуки (гурт)
Елвін та бурундуки, спочатку Девід Севілья та бурундуки, або просто бурундуки — це американська анімаційна віртуальна група, створена Россом Багдасаріаном для нової платівки в 1958 році. Група складається з трьох співаючих анімованих антропоморфних бурундуків: Елвін, пустотливий порушник часу; Саймон, високий, в окулярах інтелектуал; і Теодор, кремезний, сором'язливий. Тріо керує їх прийомним батьком, Девідом (Дейвом) Севільєю. Насправді «Девід Севілья» — це сценічне ім'я Багдасаряна, а самі Бурундуки названі на честь керівників їхнього оригінального звукозапису. Персонажі досягли успіху, і співучі Бурундуки та їх менеджер отримали життя в кількох мультфільмах, використовуючи перемальовані антропоморфні бурундуки та, врешті-решт, фільми.
Голоси групи виконував Багдасарян, який пришвидшив відтворення, щоб створити високі пискляві голоси. Цей часто використовуваний процес не був абсолютно новим для Багдасаряна, який також використовував його для двох попередніх пісень-новинок, включаючи «Відьмака», але він був настільки незвичним і добре виконаним, що приніс рекордну дві нагороди Греммі за розробку. Багдасарян, виступаючи в ролі Бурундуків, випустив довгу низку альбомів та синглів, при цьому «The Chipmunk Song» став синглом номер один у США. Після смерті Багдасаряна в 1972 році голоси героїв виконували його син Росс Багдасарян-молодший та дружина останнього Джаніс Карман у наступних втіленнях 1980-х і 1990-х.
В адаптації CGI / живих дій у 2007 році та в продовженнях 2009, 2011 та 2015 років вони були озвучені в діалозі Джастіном Лонгом, Метью Грей Габлером та Джессі Маккартні. Багдасаріан-молодший і Карман продовжують виконувати співні голоси для Елвіна, Теодора та Чіпетт, але Стів Вайнгінг виконує співочий голос Саймона. Проект отримав п'ять нагород «Греммі», Американську музичну премію, премію «Золота котушка» та три премії «Kids 'Choice Awards», а також був номінований на три премії «Еммі». У 2018 році Бурундуки отримали зірку на Голлівудській алеї слави.
Перезавантаження анімаційного серіалу CGI під назвою ALVINNN !!! та Бурундуки, прем'єра якого відбулася на Nickelodeon 3 серпня 2015 року.
Завдяки успіху франшизи, Бурундуки стали найуспішнішими дитячими артистами всіх часів, зібравши два сингли номер один на Billboard Hot 100, вигравши п'ять нагород «Греммі», маючи чотири Топ-10 альбомів на Billboard 200, три сертифіковані платинові альбоми та пісня «The Chipmunk Song» стали одними з найбільш продаваних синглів усіх часів із 5 мільйонами проданих фізичних копій.